# Aminca
La patata Aminca è una varietà di patata  di origine olandese.

Ottenuta dall'incrocio delle varietà Resy ed Amaryl, è il tubero  più diffuso tra le patate novelle e giunge a maturazione molto precocemente.

La cultivar è utilizzata nel meridione d'Italia e nel bacino del mediterraneo (per esempio Portogallo, Spagna, Grecia).

## Caratteristiche dei tuberi
- forma = tonda-ovale di taglia grande
- buccia = sottile bianca-giallastra
- polpa = di colore bianco o crema

## Caratteristiche della pianta
Di grandezza medio - grande, il fogliame è verde con fiori di colore violetto.